# François-Xavier-Marc-Antoine de Montesquiou-Fézensac
Pour les autres membres de la famille, voir Famille de Montesquiou.
L'abbé François-Xavier-Marc-Antoine, duc de Montesquiou-Fezensac, est un homme d'église et politique français né au château de Marsan (Gers) le 3 août 1755 et mort au château de Cirey (Haute-Marne) le 5 février 1832.

## Biographie

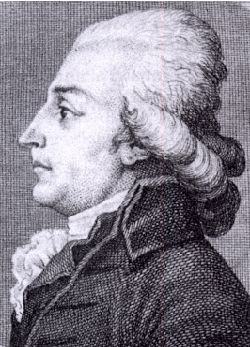
François-Xavier-Marc-Antoine de Montesquiou-Fezensac.

Fils de Marc-Antoine de Montesquiou-Fézensac, comte de Montesquiou, capitaine au régiment de la Marine, et de Françoise Catherine de Narbonne-Lara, il entra dans les ordres, obtint l'abbaye de Beaulieu, près de Langres, en 1782, et une autre abbaye de Beaulieu, près du Mans, en 1786, d'un revenu total de 15 000 livres. L'abbé de Montesquiou fut agent général du clergé de France en 1785.
Abbé de Beaulieu, il fut élu, le 30 avril 1789, député du clergé par la ville de Paris aux États généraux de 1789, fit partie du comité ecclésiastique et du comité des rapports, s'opposa à la suppression de la dîme, mais se mêla peu aux discussions bruyantes et passionnées, préférant faire entendre, aux moments de calme, avec une suprême courtoisie, les avis qu'il croyait utiles : Mirabeau l'appelait « petit serpent enjôleur ».
À l'ouverture des États généraux, il adhéra aux décisions de la minorité de son ordre, refusa la réunion des trois ordres et le vote par tête, vota toujours avec les partisans de l'Ancien Régime, et signa, le 12 septembre 1791, la protestation contre la constitution soumise à l'approbation du roi.
Il ne se réunit à l'Assemblée constituante que sur l'ordre de Louis XVI et s'y fit remarquer, aux côtés de l'abbé Maury, par son talent oratoire.
Président de l'Assemblée du 4 janvier 1790 au 18 janvier 1790, puis du 28 février 1790 au 14 mars 1790, il s'éleva contre le droit que s'arrogeait l'Assemblée de délier les religieux de leurs vœux, se prononça, sur la question du droit de paix et de guerre, en faveur du roi, et attaqua, en répondant à Mirabeau, la constitution civile du clergé.
Familier des Tuileries, il émigra en Angleterre après la Journée du 10 août 1792, puis en Amérique, et ne rentra en France qu'après le 9 thermidor. Il fut alors, avec Royer-Collard, Becquey, Charles-Georges de Clermont-Gallerande et Quatremère de Quincy, membre du comité royaliste à Paris, qui resta en correspondance suivie avec Louis XVIII. Ce fut l'abbé de Montesquiou qui fut chargé de porter au premier Consul la lettre par laquelle Louis XVIII conviait Bonaparte à imiter Monck. Bonaparte n'en garda pas rancune à l'abbé, mais ce dernier, ayant renouvelé sa démarche, fut exilé à Menton, où il ne fut pas inquiété.
Son entrée dans le Gouvernement provisoire de 1814, fit prévoir à tous la solution monarchique qui se préparait. Il fut l'un des commissaires chargés de rédiger le projet de charte constitutionnelle à soumettre au roi : il lutta tant qu'il put contre l'expression du rappel des Bourbons par le vœu national, et conseilla au roi, dans sa correspondance particulière, de repousser la constitution proposée, et de proclamer le droit public de la vieille France.
Membre du conseil d'État provisoire le 26 avril 1814, il accepta à regret le portefeuille de l'Intérieur, le 13 mai 1814, et exerça ces fonctions jusqu'au 19 mars 1815, avec une bienveillance pour les personnes, dont se louèrent les fonctionnaires de l'Empire, qui furent pour la plupart maintenus. Il eut assez de peine à faire voter le 21 octobre son projet de loi sur la presse, plein de menaces et de restrictions : il tenta aussi la réforme de l'organisation de l'instruction publique, qui était dans les attributions de son ministère ; il proposait la création d'universités dans les principales villes, d'une école normale supérieure et d'un conseil royal où entrèrent Beausset, Delambre, de Bonald, Cuvier et Royer-Collard. Il nomma Pierre-Paul Royer-Collard directeur de la librairie et François Guizot secrétaire général.
Pendant les Cent-Jours, il se retira en Angleterre et refusa dignement les 100 000 francs d'indemnité offerts par Louis XVIII à chacun de ses ministres.
Sous la seconde Restauration, il eut le titre de ministre d'État avec 20 000 francs de pension, fut nommé pair de France le 17 août 1815, et fut élu, cinq jours après (22 août) député du collège de département du Gers le 22 août 1815. Il opta pour la Chambre des pairs.
Il fut nommé membre de l'Académie française par ordonnance royale du 21 mars 1816, et élu membre de l'Académie des inscriptions et belles-lettres, le 12 août 1816.
Créé comte par ordonnance du 31 août 1817, puis duc de Fezensac le 30 avril 1821, il fut autorisé à transmettre la pairie à son neveu, Raymond de Montesquiou-Fezensac, maréchal de camp.
Le 22 novembre 1818, il écrivait à Madame de Fontanges : « Il faut arrêter les progrès des libéraux, car il est bien prouvé, pour tous les gens raisonnables, que les assemblées ne seront jamais qu'un grand moyen de désordre. »
Réactionnaire, il continua de siéger à la Chambre haute sous le gouvernement de Juillet ; mais il donna sa démission, avec quelques-uns de ses collègues, le 9 janvier 1832, et mourut un mois après.
Il a laissé des manuscrits sur l'histoire de Louis XV, de Louis XVI et de Marie-Antoinette, quelques essais historiques, ainsi qu'un journal de voyage aux États-Unis et au Canada mais n'a rien fait imprimer.

## Publications
- Lettre du Cte de M ... Paris, 22 décembre 1809 (1809)
- Vive le Roi. Constitution du royaume. Séance royale du 4 juin 1814 (1814)
- Exposé de la situation du royaume: présenté par S. Exc. le Ministre de l'intérieur, à la Chambre des Députés, le 13 juillet 1814. ... (1814)
- Exposé de la situation du royaume présenté à la Chambre des Pairs et à la Chambre des Députés des départemens, le 12 juillet 1814 (1814)
- Motifs du projet de loi relatif à la reduction do nombres des membres de la cour de cassation: présenté par M. le Ministre de l'Intérieur. Séance du 21 novembre 1814 ... (1814)
- Réglement présenté à la Chambre des députés par M. l'abbé de Montesquiou: concernant les relations que la Chambre des pairs et la Chambre des députés doivent avoir avec le roi, et celles qu'elles peuvent avoir entr'elles (1814)
- Discours de S. Exc. M. le Cte de Montesquiou, ministre de l'intérieur... Séance du 13 mars 1815 (1815)
- Opinion de M. l'abbé Cte de Montesquiou sur le projet de loi relatif aux journaux (1817)
- Notice sur S. Ém. M. le cardinal de Bausset (1824)

## Hommages
En 1978, la mairie de Paris lui rend hommage en nommant la Rue Montesquiou-Fezensac dans le 12e arrondissement.